# 9. Armee (Wehrmacht)
Die 9. Armee/Armeeoberkommando 9 (AOK 9) war eine Kommandobehörde des Heeres der Wehrmacht während des Zweiten Weltkrieges. Sie war Oberkommando jeweils wechselnder Armeekorps sowie zahlreicher Spezialtruppen.

## Zweiter Weltkrieg

### Aufstellung
Die Armee wurde am 15. Mai 1940 durch die Umbenennung des Stabes des Oberbefehlshabers Ost aufgestellt. Der erste Oberbefehlshaber war Generaloberst Johannes Blaskowitz.

### Einsätze
Nach der Unterstellung mehrerer vorher beim Westwall eingesetzter Divisionen war die 9. Armee, nunmehr unter dem Kommando von Generaloberst Adolf Strauß, an der zweiten Phase des Westfeldzugs als Teil der Heeresgruppe B beteiligt. Sie blieb danach zu Besatzungszwecken in Frankreich und war für das später abgesagte Unternehmen Seelöwe vorgesehen. Ab April 1941 wurde sie nach Polen verlegt, um am Feldzug gegen die Sowjetunion teilzunehmen. Hierfür wurde sie der Heeresgruppe Mitte unterstellt.
Die 9. Armee kämpfte nach Überschreiten der Grenze zunächst in der Kesselschlacht bei Białystok und Minsk und stieß anschließend über Polozk in den Raum Welikije Luki vor. Während der Schlacht um Moskau deckte sie die nördliche Flanke der Heeresgruppe Mitte, musste sich aber nach Einsetzen der sowjetischen Gegenoffensive zurückziehen. Nachdem Strauß aus gesundheitlichen Gründen von seinem Kommando entbunden worden war, übernahm am 15. Januar 1942 General der Panzertruppe Walter Model den Oberbefehl über die 9. Armee. Die Armee stand zu diesem Zeitpunkt in schweren Abwehrkämpfen im Raum Rschew, wo sich ein großer Frontbogen gebildet hatte. Im Verlauf des Jahres 1942 musste sie hier mehrfach Einkesselungsversuche der Roten Armee abwehren (→ Schlacht von Rschew). Der letzte und umfangreichste dieser Versuche, die Operation Mars, fand im November und Dezember 1942 statt. Im März 1943 zog sie sich schließlich im „Unternehmen Büffelbewegung“ aus dem Frontbogen zurück. Anschließend wurde das Armeeoberkommando für eine neue Verwendung nach Orel verlegt. Ab 5. Juli 1943 war die Armee beim Unternehmen Zitadelle eingesetzt, der dritten und letzten Sommeroffensive der Wehrmacht in der Sowjetunion; dabei bildete sie den nördlichen Angriffskeil. Die deutschen Soldaten kamen aufgrund schwerer Kämpfe nur langsam voran. In den Tagen zwischen dem 5. und dem 13. Juli 1943 tobte im Rahmen des Unternehmens Zitadelle im Kursker Frontbogen die bis heute größte Panzerschlacht der Geschichte, in der auf deutscher Seite knapp über 1.000 Panzer und auf sowjetischer Seite mehrere tausend Panzer eingesetzt waren. Hitler ordnete am 12. Juli 1943 an, die Offensive abzubrechen. Nach dem Scheitern der Offensive zog sich die 9. Armee auf die Panther-Stellung zurück.
Beginnend im Juni 1944 war die Armee im Rahmen der sowjetischen Sommeroffensive Operation Bagration im Raum Bobruisk schweren Angriffen der 1. Weißrussischen Front ausgesetzt. Als General der Panzertruppe Nikolaus von Vormann am 26. Juni die Armeeführung übernahm, war die Einschließung des größeren Teils der Armee bereits nicht mehr zu verhindern, sodass Vormann nur noch Reste einer Armee befehligte, mit denen er im Juli als „Gruppe von Vormann“ der noch relativ intakten 2. Armee unterstellt wurde. Erst im August wurde die 9. Armee durch Verstärkungen als kampffähiger Verband wiederhergestellt. Sie stand danach bis Anfang 1945 in Abwehrkämpfen an der Weichsel im Raum Warschau. Dabei waren ihr zeitweilig die zur Bekämpfung des Warschauer Aufstands eingesetzten Verbände vornehmlich der SS unterstellt. Von Dezember 1944 bis Januar 1945 gehörte sie der Heeresgruppe A an.
Für die zu erwartende sowjetische Winteroffensive hatte die 9. Armee die Weisung, die Hauptkampflinie um die beiden Brückenköpfe Puławy und Magnuszew sowie die übrige Front entlang der Weichsel zu halten. Als Angriffskräfte standen die 19. und 25. Panzer-Division zur Verfügung. Dabei konzentrierte die Armee die beiden Divisionen dicht hinter der 6. Volksgrenadierdivision. Damit war beabsichtigt, die Panzerkräfte rechtzeitig zum Einsatz zu bringen.
Am 13. Januar 1945 griff nach aufwendiger Artillerievorbereitung im Rahmen der Weichsel-Oder-Operation die 8. Gardearmee zusammen mit der 5. Stoßarmee aus dem Warka-Brückenkopf heraus die Stellungen des VIII. Armeekorps beiderseits der Pilica an. Dabei wurde die 6. Volksgrenadierdivision aufgerieben. Die 19. Panzerdivision konnte in ihrem Bereich den gegnerischen Angriff zum Stehen bringen. Der hinausgezögerte Gegenangriff der 25. Panzer-Division stieß auf durchgebrochene sowjetischen Panzer und blieb erfolglos. Am nächsten Tag beschleunigte sich der Zusammenbruch der Weichselverteidigung, als die 8. Gardearmee sowie Spitzen der 1. Gardepanzerarmee die taktische Verteidigungszone durchbrach. Die sowjetische 47. Armee und die polnische 1. Armee umfassten Warschau, das bis zum Abend des 17. Januar erobert werden konnte. An der Warthe wurde versucht, mit dem Panzerkorps „Großdeutschland“ eine Widerstandslinie zu errichten. Nur unter größten Anstrengungen konnte diese Einheiten den Vorstoß der Roten Armee auf Sieradz verzögern. 
Von Ende Januar 1945 bis Kriegsende war die 9. Armee der Heeresgruppe Weichsel zugeordnet, wo sie unter General der Infanterie Theodor Busse in der Schlacht um die Seelower Höhen Mitte April größtenteils aufgerieben wurde. Reste kämpften noch in der Schlacht um Berlin und im Kessel von Halbe bis zur Kapitulation weiter.

### Kriegsverbrechen
Im Rahmen der Schlacht von Rschew verübten Einheiten der 9. Armee 1941–43 systematisch Verbrechen an der Zivilbevölkerung und Kriegsgefangenen; dies setzte sich beim Abzug des Unternehmens „Büffelbewegung“ im März 1943 fort. An der Ausplünderung und Vernichtung der geräumten Gebiete war vor allem die 253. Infanterie-Division der Armee beteiligt.
Das AOK 9 betrieb Anfang März 1944 zusammen mit der Sicherheitspolizei die „Sammlung und Hinüberschleusung von etwa 20.000 kranken und gebrechlichen russischen Zivilisten über die Front im Raum Bobrujsk“. Das AOK ging aber noch weiter. Dieter Pohl, Historiker am Institut für Zeitgeschichte, sieht eine wesentliche Mitverantwortung des AOK für „eines der schwersten Verbrechen der Wehrmacht gegen Zivilisten überhaupt“, denn dieses ordnete darüber hinaus durch General Josef Harpe für die Rückzugsbewegung die Zwangsrekrutierung und Mitnahme von Arbeitskräften an. Zugleich wurde von ihm „die Evakuierung der nicht arbeitsfähigen Bevölkerung“ befohlen, um sie in Lager bei Osaritschi zu konzentrieren. Am Morgen des 12. März 1944 begann die Erfassung der Zivilisten in allen Divisionsbereichen; belegt ist die Beteiligung der 35. Infanteriedivision (ID), der 36. ID, 110. ID, 129. ID, 134. ID, 296. ID, der 5. und der 20. Panzerdivision. In Lager Osaritschi starben 9000 Zivilisten an Hunger, Krankheiten und Erschießungen durch die der 9. Armee unterstellte 35. Infanterie-Division.

### Oberbefehlshaber
- Generaloberst Johannes Blaskowitz: 15. Mai 1940
- Generaloberst Adolf Strauß: 29. Mai 1940
- General der Panzertruppe/Generaloberst Walter Model: 15. Januar 1942
- General der Panzertruppe Heinrich von Vietinghoff: 1. September 1942 (mit der stellvertretenden Führung beauftragt)
- Generaloberst Walter Model: 1. Dezember 1942
- General der Panzertruppe Josef Harpe: 4. November 1943 (mit der stellvertretenden Führung beauftragt)
- Generaloberst Walter Model: 30. November 1943
- Generaloberst Josef Harpe: 9. Januar 1944
- General der Infanterie Hans Jordan: 20. Mai 1944
- General der Panzertruppe Nikolaus von Vormann: 27. Juni 1944
- General der Panzertruppe Smilo Freiherr von Lüttwitz: 21. September 1944
- General der Infanterie Theodor Busse: 9. Januar 1945

### Gliederung

#### Unterstellte Armeetruppen
- Armeenachrichtenregiment 511
- Armeenachschubführer 531
- Höheres Artilleriekommando 307 (ab 1942)
- Kommandant Rückwärtiges Armeegebiet 582 (bis 1943)
- Kommandant Rückwärtiges Armeegebiet 532 (ab 1943)

#### Unterstellte Armeekorps
| 9. Juni 1940      | - XVIII. Armeekorps - XXXXII. Armeekorps - XXXXIII. Armeekorps                                                       |
| 5. Juni 1941      | - VI. Armeekorps - VIII. Armeekorps - V. Armeekorps                                                                  |
| 4. Dezember 1941  | - XXIII. Armeekorps - VI. Armeekorps - XXVII. Armeekorps                                                             |
| 11. Mai 1942      | - XXVII. Armeekorps - VI. Armeekorps - XXXXI. Panzerkorps - XXIII. Armeekorps - Gruppe Esebeck                       |
| 1. Dezember 1942  | - VI. Armeekorps - XXIII. Armeekorps - XXVII. Armeekorps - XXX. Armeekorps - XXXIX. Panzerkorps - XXXXI. Panzerkorps |
| 7. Juli 1943      | - XX. Armeekorps - XXIII. Armeekorps - XXXXI. Panzerkorps - XXXXVI. Panzerkorps - XXXXVII. Panzerkorps               |
| 3. Dezember 1943  | - XXIII. Armeekorps - XXXV. Armeekorps - XXXXI. Panzerkorps - LV. Armeekorps                                         |
| 15. Juni 1944     | - XXXV. Armeekorps - XXXXI. Panzerkorps - LV. Armeekorps                                                             |
| 24. November 1944 | - VIII. Armeekorps - XXXXVI. Panzerkorps - IV. SS-Panzerkorps                                                        |
| 1. März 1945      | - CI. Armeekorps - V. SS-Freiwilligen-Gebirgskorps - XI. SS-Panzerkorps                                              |